# Allan Kaprow
Allan Kaprow (23. august 1927 – 5. april 2006) var en amerikansk kunstner. Han gjorde sig kendt gennem sine happenings på 1950'erne og 60'erne, han anses som skaberen af begrebet happening som kunst og regnes som en af foregangsfigurerne for denne performancekunst.